# Gornja Trešnjevica
Gornja Trešnjevica (cyr. Горња Трешњевица) – wieś w Serbii, w okręgu szumadijskim, w gminie Aranđelovac. W 2011 roku liczyła 410 mieszkańców.